# Красная Звезда (Чувашия)
Кра́сная Звезда́ (чув. Хĕрлĕ Çăлтăр) — посёлок в Шумерлинском районе Чувашской Республики.

## География
Расположен на р. Алгашка, на расстоянии в 133 км от Чебоксар, в 23 км от райцентра и ближайшей железнодорожной станции.

## История
Возник в 1927 г. как сельскохозяйственная артель. В 1929 г. артель преобразована в колхоз «Красная Звезда», по которой стали называть и поселок. В XX веке входил в состав: Вурнарского (1927—1935 гг.), Шумерлинского (1935—1965, и с 1966 г.) районов и Шумерлинского горсовета (1965—1966 г.). До упразднения в 2021 году Краснооктябрьского сельского поселения входил в его состав.

## Население
| 2010 | 2012 |
| ---- | ---- |
| 74   | ↘51  |

## Инфраструктура
Функционирует ЗАО «Полянка» (данные 2010 г.).